# Valentinus Otho
Lucius Valentinus Otho, auch: Valentin Otto, Pitiscus, Parthenopolitanus (* um 1548 in Magdeburg; † 8. April 1603 in Prag) war ein deutscher Mathematiker.

## Leben
Über seine Herkunft ist nichts bekannt. Man geht davon aus, dass er in seiner Geburtsstadt Magdeburg die Schule besuchte. Am 13. April 1561 immatrikulierte er sich an der Universität Wittenberg, wo er sich im März 1566 den akademischen Grad eines Magisters der freien Künste erwarb. Nachdem er einige Zeit in Wittenberg geweilt, sich einem Studium der Astronomie, sowie der Mathematik gewidmet und Johannes Praetorius eine Abschätzung und eine Näherung für die Kreiszahl Pi vorgelegt hatte, begab er sich 1573 zu Georg Joachim Rheticus nach Kaschau in Oberungarn. Die Zahl Pi wird heute noch im Schulunterricht benutzt ({\displaystyle \pi \approx {\tfrac {355}{113}}}).
In seinem 25. Lebensjahr gelangte er 1573 zu Meister Rheticus. Er war im gleichen Alter wie Rheticus, als dieser zu seinem Meister Kopernicus gegangen war. Rheticus begann Otho in seine Arbeiten einzuweihen. Jedoch erkrankte Rheticus 1574 und übertrug Otho kurz vor seinem Ableben die Aufgabe, sein großes trigonometrisches Werk zu vollenden und herauszugeben. Im Auftrag von Kaiser Maximilian II. stellte der kaiserliche Landeshauptmann Hans Rueber zu Pixendorf Otho zur Ordnung des Nachlasses von Rheticus ein. Um das Vermächtnis weiterführen zu können, folgte Otho 1577 einer Aufforderung des sächsischen Kurfürsten August, der ihn aus Kaschau als Professor der höheren Mathematik an die Universität Wittenberg berief. Diese vereinbarte mit Otho, das Tafelwerk des Rheticus in Wittenberg auszuführen. Man einigte sich auf ein Jahreseinkommen von 400 Talern, wobei sich Otho verpflichtete, Gesellen zu beschäftigen. Othos Professur war bis zum 1. Februar 1578 noch nicht bestätigt. Der Grund mag in dem Misstrauen Kurfürst Augusts gegenüber den Philippisten als Unterstützer der Gnesiolutheraner zu suchen sein. So wurde auch dem einstigen Schüler von Caspar Peucer, Misstrauen entgegengebracht. Nachdem Otho zwei Teile des Werkes fertiggestellt hatte, kam es 1581 zum Bruch mit der Wittenberger Hochschule. Nachdem er sich geweigert hatte, die Konkordienformel zu unterschreiben, entfernte man ihn aus seinem Amt.
Otho blieb dennoch mit der Universität in Verbindung und ging auf Anraten von Peucer schließlich in die Pfalz. Dort hielt er sich in Heidelberg auf und arbeitete, gesundheitlich angeschlagen, am letzten Teil des Werkes weiter, das schließlich 1596 unter dem Titel Opus Palatinum de triangulis in Neustadt an der Haardt erschien. Es wurde ein fundamentales Werk, dessen Tabellen noch Jahrhunderte später benutzt wurden. Otho wurde 1601 Professor der Mathematik an der Universität Heidelberg. Vorlesungen hielt er aber nicht mehr, er klagte über seine angeschlagene Gesundheit und seine Armut. Daraufhin enthob ihn der Heidelberger Senat seiner Verpflichtungen als Professor. Er begab sich dann nach Prag, wo er ein Jahr später verstarb.

## Werke
- Meteoroscopium numerorum primum. 1596. (Digitalisat)
- Meteoroscopium numerorum secundum . 1596. (Digitalisat)
- Meteoroscopium numerorum tertium. 1596. (Digitalisat)
- Opus Palatinum de Triangulis (Bearbeitung und Herausgabe), 1596 (original Handschrift hier http://www.bl.uk/manuscripts/FullDisplay.aspx?ref=Harley_MS_1720 )
- De triangulis globi sine angulo recto libri quinque 1596. (Digitalisat)